# Saint-Dyé-sur-Loire

Saint-Dyé-sur-Loire este o comună în departamentul Loir-et-Cher, Franța. În 1 ianuarie 2022 avea o populație de 1.155 de locuitori.
Nu trebuie confundat cu Saint-Dé-des-Vosges (cunoscut sub numele de Saint-Dié), Saint-Dizier (Haute-Marne), Saint-Dier-d'Auvergne sau Die.

## Geografie
Situat pe malul stâng al Loirei, între Beauce și Sologne, la 15 km nord-est de Blois, Saint-Dyé este un mic sat istoric, păstrând arhitectura secolelor al XVI-lea și al XVII, cu alei, case vechi, fântâni, fortificații și portul fluvial (care a fost utilizat pentru aducerea materialelor necesare pentru construirea castelului Chambord).

## Istoric
În timpul Revoluției Franceze, comuna, numită apoi, pur și simplu, Saint-Dyé, a purtat temporar numele Dié sau Dé-sur-Loire.
Între 29 ianuarie și 8 februarie 1939, mai mult de 3100 de refugiați spanioli fug dic calea trupelor lui Franco la prăbușirea republicii spaniole, ajungând la Loir-et-Cher. Având în vedere inadvertența instalațiilor de primire (în special exploatațiile agricole Selles-sur-Cher), sunt implicate 47 de sate, inclusiv Saint-Dyé-sur-Loire. Refugiații, în majoritate femei și copii, sunt supuși unei carantine stricte.